# Новогригоровка (Вознесенский район)
Новогриго́ровка (укр. Новогригорівка) — село в Вознесенском районе Николаевской области Украины.
Население по переписи 2001 года составляло 1039 человек. Почтовый индекс — 56522. Телефонный код — 5134. Занимает площадь 1,846 км².
Село расположено на автодороге Р-06 Благовещенское — Николаев.

## Местный совет
Орган местного самоуправления — Новогригоровский сельский совет. Адрес: 56522, Николаевская область, Вознесенский р-н, с. Новогригоровка, ул. Самосёнков, 79а. Тел.: 9-51-74.